# Place Komsomolskaïa
Pour les articles homonymes, voir Komsomolskaïa.
 (janvier 2016).
Si vous disposez d'ouvrages ou d'articles de référence ou si vous connaissez des sites web de qualité traitant du thème abordé ici, merci de compléter l'article en donnant les références utiles à sa vérifiabilité et en les liant à la section « Notes et références ».
La place Komsomolskaïa (en russe : Комсомо́льская пло́щадь, Komsomolskaïa plochtchad, « place du Komsomol »), est l'une des places commerçantes de Moscou, connue pour son mélange impressionnant d'architecture tsariste et stalinienne.

## Situation
Appelée « place Kalantchiovskaïa » avant 1932, elle est aujourd'hui surnommée « place des Trois-Gares » du fait de la présence de trois des neuf gares ferroviaires importantes de la capitale russe : la gare de Léningrad, la gare de Iaroslavl et la gare de Kazan.

## Origine du nom
La place a été baptisée « Komsomolskaya » en 1933 en l'honneur des membres du Komsomol (Union des jeunesses communistes).

## Historique

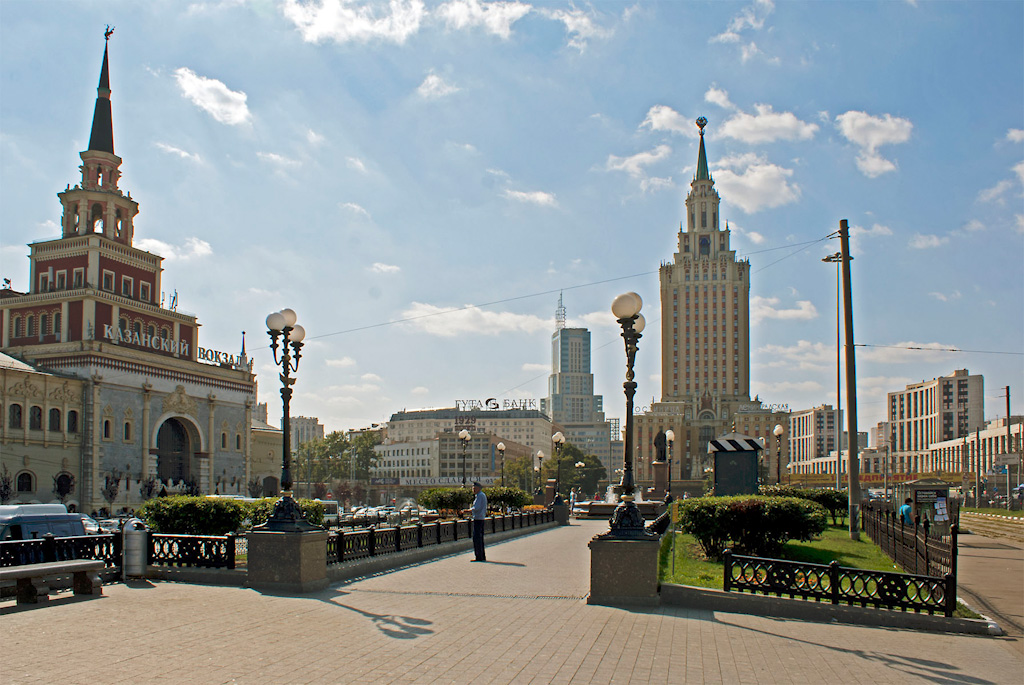
Komsomolskaya Square à Moscou.

Au XVIIe siècle, sur le site de la place actuelle, il y avait des prairies et des marécages, connus sous le nom de « champ Kalanchevskoye » .
La place doit son existence à la construction de la ligne de Moscou à Saint-Pétersbourg (en) dans les années 1840, lorsque le domaine de Kalantchiovskoïe fut choisi pour implanter la « gare Nikolaïevski » (Nikolaïevski vokzal, actuelle « Gare de Léningrad »). La « place Komsomolskaïa » prendra encore plus d'importance stratégique lorsque la gare de Iaroslavl, terminus du Transsibérien sera inaugurée en 1862. Deux ans plus tard, la gare de Kazan desservant notamment les villes du sud-ouest de la Russie européenne, était inaugurée à son tour.
Pendant la période soviétique, la place s'est enrichie de bâtiments de style constructiviste dus notamment à l'architecte Alexeï Chtchoussev, comme le Club Central des cheminots en 1925-1926.
En 1932, la place reçoit son nom actuel.
Trois ans plus tard, la place était desservie par la station de métro Komsomolskaïa de la ligne Sokolnitcheskaïa (construite par Alexeï Chtchoussev). Celle-ci sera complétée en 1952 d'une seconde station homonyme située sur la ligne Koltsevaïa.
En 1955, le côté ouest de la place accueille l'un des sept gratte-ciel moscovites : l'hôtel Léningrad.